# Бої в затоці Святого Лаврентія
Бої в затоці Святого Лаврентія (англ. Battle of the St. Lawrence) — серія невеликих за масштабом окремих боїв та сутичок між надводними та підводними силами Канади з підводними човнами нацистської Німеччини, що сталися в акваторії затоки Святого Лаврентія та однойменної річки, протоках Бель-Айл та Кабота, а також поблизу острову Антикості в роки Другої світової війни. Бойові дії розпочалися у травні 1942 року з розгортанням німцями повномасштабної підводної війни, тривали до жовтня 1942 року, а потім повторювалися у вересні 1943 та жовтні — листопаді 1944 року. За час цих подій німецькі субмарини потопили 23 торговельних судна та чотири канадські військові кораблі.

## Історія

### Передумови
3 вересня 1939 року Велика Британія вступила у війну проти нацистської Німеччини, а Канада приєдналася до антигітлерівської коаліції 10 вересня, коли Палата громад офіційно оголосила війну Третьому Рейху.
З цього моменту кілька портів узбережжя атлантичного узбережжя Канади стали грати важливу роль у забезпеченні метрополії та країн-союзників необхідними ресурсами, матеріалами та людьми. Галіфакс та Сідней у Новій Шотландії стали первинними портами збору конвоїв. При цьому у Галіфаксі зосереджувалися швидкі або пріоритетні конвої (тут в основному завантажувалися війська та стратегічно важливі матеріали) з більш сучасними торговими кораблями, в той час як у Сіднеї здійснювалося зосередження повільних конвоїв, призначених для перевезення до берегів Європи на старіших та більше вразливих торговельних суднах об'ємних матеріалів та сировини.
Обидва порти були добре укріплені, мали низку берегових артилерійських батарей, оснащені береговими радіолокаційними станціями, батареями прожекторів. Особовий склад канадської армії повністю забезпечував надійних захист та прикриття стратегічно важливих морських портів. Військова контррозвідка вимагала дотримання жорсткого режиму світломаскування у навколишніх районах, на входах в гавань були встановлені протиторпедні сітки. Менш широко використовуваним, але не менш важливим, був порт Сент-Джон, через який здійснювалося відправлення матеріалів і майна, особливо після того, як США вступили у війну в грудні 1941 року. До портів підходили магістралі Канадської тихоокеанської залізниці з центральної Канади, що використовувалися для транспортування до морських портів людей, техніки, майна та сировини.

### Травень 1942
12 травня 1942 року німецький підводний човен U-553 під командуванням капітан-лейтенанта Карла Турманна здійснив перший напад в акваторії річки Святого Лаврентія. О 05:52 на відстані кількох кілометрів від острову Антикості німецька субмарина торпедною атакою потопила британське суховантажне судно Nicoya. Через кілька годин U-553 потопив поблизу Кап-де-ла-Мадлен голландське вантажне судно Leto.
До цього нападу німецького підводного човна в канадських водах, затоку Святого Лаврентія та річку патрулювали лише чотири канадські бойові кораблі — тральщики типу «Бангор», дві моторні катери «ML» та озброєна яхта. Після інциденту, який виявив повну неготовність канадських збройних сил протистояти загрозі, командування канадського Королівського флоту вжило заходів щодо посилення присутності бойових кораблів в прибережних водах. Для захисту затоки та річки були виділені п'ять корветів типу «Флавер», однак, враховуючи гігантські розміри акваторії, цих сил було вочевидь недостатньо. Деякі канадські політики виступили з пропозицією відкликати частку сил, що залучалися на проведення конвоїв до Британії, у Радянський Союз чи у Північну Африку, але, згодом командування флотом, оцінюючи пріоритетність завдань, вирішило обмежитися наявними силами.

### Літо-осінь 1942
6 липня 1942 року німецький підводний човен U-132 капітан-лейтенанта Ернста Фогельсанга атакував та потопив в естуарії річки Святого Лаврентія три судна конвою QS 15: британські Hainaut і Dinaric, та грецьке суховантажне судно Anastassios Pateras. Канадський ескорт за підтримки чотирьох P-40 «Вохок» влаштували полювання на німецьку субмарину, пошкодили її та примусили втекти з канадських вод до Атлантичного океану.
Наприкінці серпня — початку вересня 1942 року два підводні човни крігсмаріне здійснили зухвалий наліт на конвої у затоці Святого Лаврентія. U-517 потопив дев'ять суден та уникнув переслідувань кораблів конвою, та, більш того, 11 вересня потопив канадський корвет «Шарлоттаун». U-165 знищив канадську озброєну яхту «Ракун» та пошкодив американський танкер-заправник USS Laramie (AO-16). У свою чергу командування канадських сил організувало на постійній основі патрулювання протичовнових та патрульних літаків, намагаючись запобігти подальшим нападам німецьких субмарин. Велика Британія прислала на посилення два застарілих есмінці «Салісбарі» та «Челсі», колишні американські часів Першої світової.
14 вересня 1942 року канадський есмінець «Оттава», що супроводжував конвой ON 127 від Британських островів до американських берегів, був затоплений німецьким підводним човном U-91 поблизу канадського узбережжя.
14 жовтня пасажирський пором SS Caribou, що курсував протокою Кабота між Сіднеєм та нью-фаундлендським Чанел-порт-о-Баск, був потоплений німецьким U-69; загинуло 136 людей. Спроба канадського тральщика «Гранмері» потопити глибинними бомбами німецьку субмарину результатів не дала.
У листопаді U-518 потопив два суховантажі, що перевозили залізну руду, та пошкодив ще один у затоці Консепшн. Втім, після листопада 1942 року через погіршення стану справ з німецькими підводними човнами та посиленням протичовнової оборони американсько-канадських сил, Карл Деніц практично припинив активні дії в затоці Святого Лаврентія, перенацілівши свої субмарини на атаки на атлантичні конвої.

### 1943
Після листопада 1942 року німецький підводний флот фактично не з'являвся в акваторії затоки. Лише наприкінці вересня 1943 року канадська контррозвідка узнала про появу U-536 поблизу узбережжя Понте-де-Майзонетт (англ. Pointe de Maisonnette) у Нью-Брансвікі, який намагався вивезти з Канади німецьких військовополонених, що втекли з табору. Спроба канадських військ захопити або потопити ворожий підводний човен не увінчалася успіхом, U-536 зміг укритися від гонитви.

### 1944
Наприкінці 1944 року, у зв'язку з винаходом шноркеля, німецьке командування розширило сферу діяльності своїх підводних човнів, пославши їх серед іншого й у затоку Святого Лаврентія. 14 жовтня 1944 року U-1223 торпедою G7es серйозно пошкодив канадський фрегат типу «Рівер» «Магог», що супроводжував конвой ONS 33G, а 2 листопада пошкодив канадське вантажне судно SS Fort Thompson.
25 листопада U-1228 атакував та потопив корвет типу «Флавер» «Шавініґан» з усім екіпажем на борту. Ця атака, в якій загинуло 86 канадських моряків, стала такою, що спричинила одночасно найбільшу чисельність втрат на канадській землі, і була останньою в битві в затоці Святого Лаврентія. Після втрати «Шавініґана» німецькі підводні човни вже не з'являлися в територіальних водах Канади.
У травні 1945 року, вже після безумовної капітуляції нацистської Німеччини, два підводні човни Крігсмаріне U-889 і U-190 здалися канадському Королівському флоту у Шелберні та Бей-Булз відповідно.